# Philip de Witt Wijnen
Philip de Witt Wijnen (1970) is een Nederlandse journalist.
Philip de Witt Wijnen begon eind jaren negentig bij zakenblad Quote. Sinds 2005 is hij financieel redacteur op de Economieredactie van NRC Handelsblad.
Sinds 2014 werkt De Witt Wijnen als politiek verslaggever in Den Haag. Hij volgt daar voor NRC het ministerie van Financiën, GroenLinks en Forum voor Democratie. Bij NRC is hij tevens columnist.

## Auteur
In zijn tijd bij NRC publiceerde hij de biografie Joep!, over zakenman Joep van den Nieuwenhuyzen. Vanaf 2018 werkte hij als gastdocent op de Haagse weekendschool. Omdat hij tijdens de lessen werd geraakt door hun enthousiasme en nieuwsgierigheid, besloot hij vervolgens om een aantal leerlingen tien jaar lang te blijven volgen om zo hun ontwikkeling vast te kunnen leggen.

## Erkenning
Voor de reconstructie van de overname van ABN AMRO won hij in 2008, met Menno Tamminga en Heleen de Graaf, de journalistieke prijs De Tegel in de categorie Achtergrond.

## Prijzen
- De Tegel (2008)